# Lista światowego dziedzictwa UNESCO w Saint Lucia
Lista światowego dziedzictwa UNESCO w Saint Lucia – lista miejsc w Saint Lucia wpisanych na listę światowego dziedzictwa UNESCO, ustanowioną na mocy Konwencji w sprawie ochrony światowego dziedzictwa kulturowego i naturalnego, przyjętą przez UNESCO na 17. sesji w Paryżu 16 listopada 1972 i ratyfikowaną przez Saint Lucia 14 października 1991 roku.
Obecnie (stan na 2020 rok) na liście znajduje się jeden obiekt o charakterze przyrodniczym.
Na liście informacyjnej UNESCO – liście obiektów, które Saint Lucia zamierza rozpatrzyć do zgłoszenia do wpisu na listę światowego dziedzictwa, znajduje się 0 obiektów (stan na 2020 rok).

## Obiekty na liście światowego dziedzictwa UNESCO
Poniższa tabela przedstawia obiekty należące do Saint Lucia wpisane na listę światowego dziedzictwa UNESCO:
Nr ref. – numer referencyjny UNESCO;
Obiekt – polskie tłumaczenie nazwy wpisu na liście wraz z jej angielskim oryginałem;
Położenie – miasto, gmina, region; współrzędne geograficzne;
Typ – klasyfikacja według Komitetu Światowego Dziedzictwa:
- kulturowe (K),
- przyrodnicze (P),
- kulturowo–przyrodnicze (K,P);

Rok wpisu – roku wpisu na listę;
Opis – krótki opis wpisu wraz z informacjami o jego zagrożeniu.
| Nr ref. | Obiekt                              | Zdjęcie | Położenie                                                | Typ           | Rok  | Opis |
| ------- | ----------------------------------- | ------- | -------------------------------------------------------- | ------------- | ---- | --- |
| 1161    | Region Piton Pitons Management Area |         | Soufrière 13°48′25,5″N 61°04′13,3″W/13,807083 -61,070361 | P (vii)(viii) | 2004 | Dwa wzniesienia pochodzenia wulkanicznego wznoszące się obok siebie (Gros Piton i Petit Piton). Mają odpowiednio 771 m n.p.m. oraz 743 m n.p.m. Znajdują się w rezerwacie przyrody Pitons Management Area, w pobliżu miasta Soufrière. |